# Hiodon
Hiodon är ett släkte av fiskar som ingår i ordningen bentungeartade fiskar. Hiodon är enda släktet i familjen Hiodontidae.
Arter enligt Catalogue of Life och Fishbase:
- guldöga (Hiodon alosoides)
- månöga (Hiodon tergisus)

Arterna förekommer i sötvatten i Nordamerika. De når en längd upp till 50 cm. Det vetenskapliga namnet är bildat av de grekiska orden ys, yos (svin) och odous (tänder).